# Halichoeres zulu
Halichoeres zulu là một loài cá biển thuộc chi Halichoeres trong họ Cá bàng chài. Loài này được mô tả lần đầu tiên vào năm 2010.

## Từ nguyên
Từ định danh zulu được đặt theo tên gọi của thổ dân ở tỉnh KwaZulu-Natal, Cộng hòa Nam Phi, cũng là nơi đầu tiên phát hiện ra loài cá này.

## Phạm vi phân bố và môi trường sống
H. zulu mới chỉ được biết đến tại những rạn san hô ở ngoài khơi KwaZulu-Natal và được thu thập ởm độ sâu chỉ khoảng từ 1 đến 2 m.

## Mô tả
H. zulu có chiều dài cơ thể lớn nhất được ghi nhận là 13,5 cm, thuộc về mẫu định danh (cá đực). Cá đực có màu xanh lục với các vệt sọc màu hồng cam trên đầu. Thân có với nhiều đường sọc gợn sóng màu đỏ tía. Có đốm đen ngay góc nắp mang. Cá cái có màu hồng tím với các dải sọc ngang màu xanh lục nhạt và một dải sọc màu đỏ tươi trên gáy ngược ra sau lưng, lan rộng đến các gốc gai vây lưng. Cá cái còn có thêm một hàng đốm nhỏ màu nâu sẫm trên gốc vây hậu môn.
H. zulu trước đây bị xác định nhầm với Halichoeres nebulosus, một loài có phạm vi phân bố rộng khắp Ấn Độ Dương và Tây Thái Bình Dương.
Số gai ở vây lưng: 9; Số tia vây ở vây lưng: 11; Số gai ở vây hậu môn: 3; Số tia vây ở vây hậu môn: 11; Số tia vây ở vây ngực: 13–14; Số gai ở vây bụng: 1; Số tia vây ở vây bụng: 5; Số vảy đường bên: 26.